# Bull Hollow
Bull Hollow é uma Região censo-designada localizada no estado norte-americano de Oklahoma, no Condado de Delaware.

## Demografia
Segundo o censo norte-americano de 2000, a sua população era de 84 habitantes.

## Geografia
De acordo com o United States Census Bureau tem uma área de 
13,9 km², dos quais 13,9 km² cobertos por terra e 0,0 km² cobertos por água.

## Localidades na vizinhança
O diagrama seguinte representa as localidades num raio de 12 km ao redor de Bull Hollow. 